# Museum der bildenden Künste Leipzig
Das Museum der bildenden Künste Leipzig (abgekürzt MdbK; umgangssprachlich Bildermuseum) in Leipzig ist ein deutsches Kunstmuseum. Es wurde 1848 als Initiative der Bürgerschaft zunächst in der Leipziger Bürgerschule als erstes Interim eingerichtet. Von 1858 bis 1943 war das Bildermuseum in einem eigenen Sammlungsgebäude am Augustusplatz untergebracht. Nach einer weiteren Interimszeit von 1945 bis 2003 befinden sich die Museumsbestände seit 2004 im Museumsneubau in der Katharinenstraße. Mit über 10.000 m² Ausstellungsfläche zählt es zu den größten Ausstellungshäusern Deutschlands. Träger des Museums ist die Stadt Leipzig.

## Geschichte

### Museumsgründung und erster Museumsbau

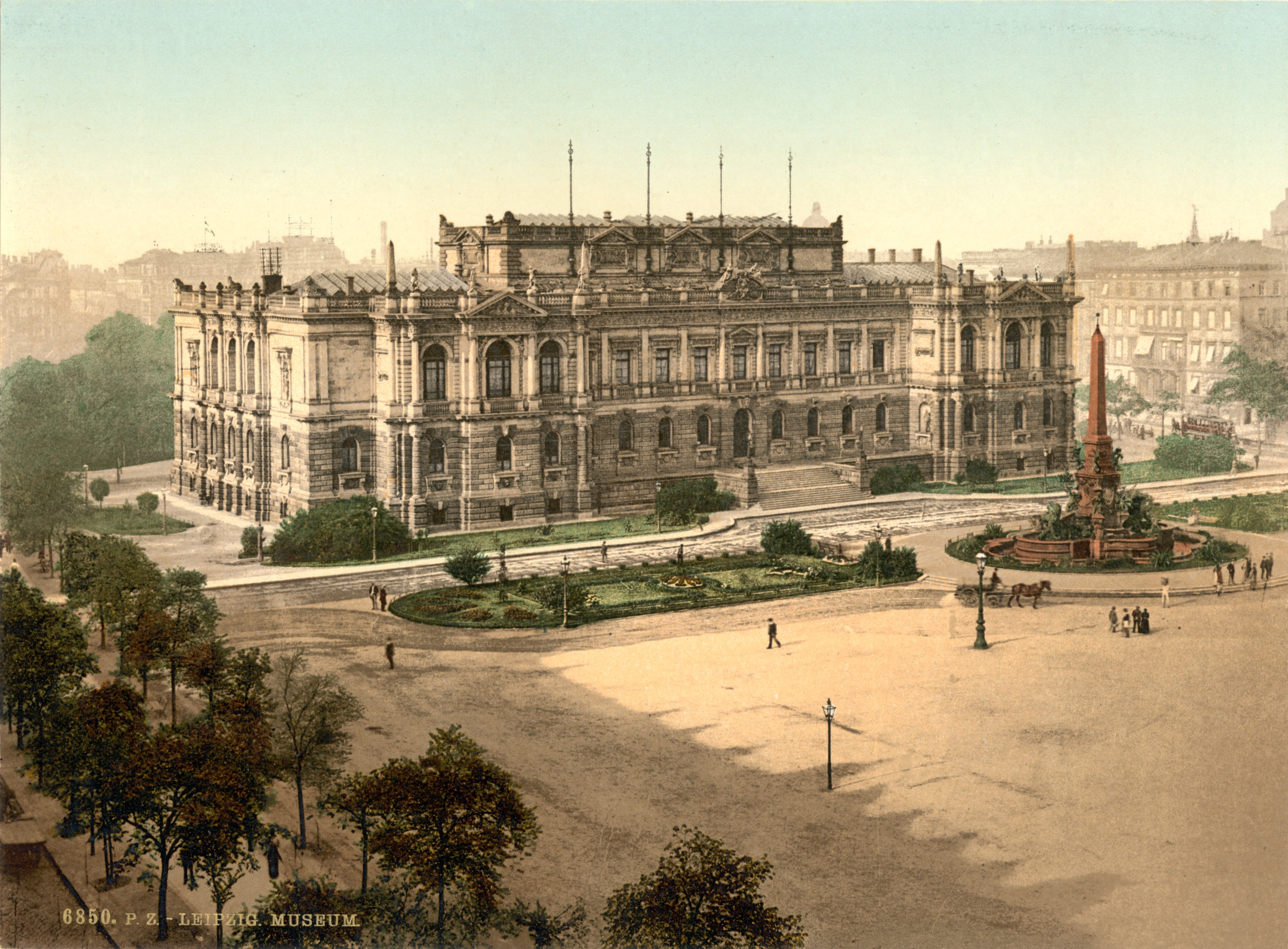
Das erste Bildermuseum am Augustusplatz, Südseite ca. 1890–1900

Das Museum geht auf die Gründung des Leipziger Kunstvereins durch Leipziger Kunstsammler und -förderer im Jahre 1837 zurück, der es sich zum Ziel gesetzt hatte, ein Kunstmuseum zu errichten. Am 10. Dezember 1848 eröffnete der Verein das „Städtische Museum“ in der Ersten Bürgerschule auf der Moritzbastei. Etwa einhundert zusammengetragene und gestiftete Werke überwiegend damaliger zeitgenössischer Kunst wurden ausgestellt.
Durch Schenkungen unter anderem von Maximilian Speck von Sternburg, Alfred Thieme und Adolf Heinrich Schletter wuchs die Sammlung an. 1853 übertrug der Kaufmann und Kunstsammler Adolf Heinrich Schletter seine Sammlung mit der Bedingung an die Stadt, dass binnen fünf Jahren für das Städtische Museum ein eigenes Gebäude zu errichten sei. Kurz vor Ablauf der Frist wurde der durch eine Stiftung finanzierte Museumsbau am 18. Dezember 1858 eingeweiht. Das auf der Südseite des Augustusplatzes befindliche Gebäude (heute befindet sich an dieser Stelle das Gewandhaus) wurde von Ludwig Lange im Stil der Neurenaissance entworfen. Von 1880 bis 1886 wurde der Bau für die stetig wachsende Sammlung durch Hugo Licht im gleichen Stil erweitert. Zu Beginn des 20. Jahrhunderts stiftete Fritz von Harck einen Teil seiner Sammlung dem Museum.
1937 beschlagnahmten die Nationalsozialisten 394 Gemälde und Grafik vor allem des Expressionismus im Rahmen der Propagandaaktion „Entartete Kunst“. 1941 entstanden ausgereifte Planungen für einen weiteren Erweiterungsbau Richtung Süden in den angrenzenden Lenné-Park sowie Sanierungsplanungen. Bereits in der Weimarer Zeit drängte die damalige Direktion auf Modernisierungen: Es fehlte an elektrischem Licht, Abwasserkanälen und einer Klimatisierung. Gaslampen verrußten die Räume, den Bildern machten die Temperaturschwankungen Winter/Sommer sowie Wassereintritt durch undichte Zinkdächer zu schaffen. In der Nacht zum 4. Dezember 1943 brannte das Gebäude durch einen britischen Luftangriff aus. Ein Großteil der Bestände war zuvor ins Leipziger Umland und in Leipzig selbst in Sicherheit gebracht worden. Die wiederaufbaufähige Ruine am Augustusplatz wurde 1962 schließlich abgerissen.

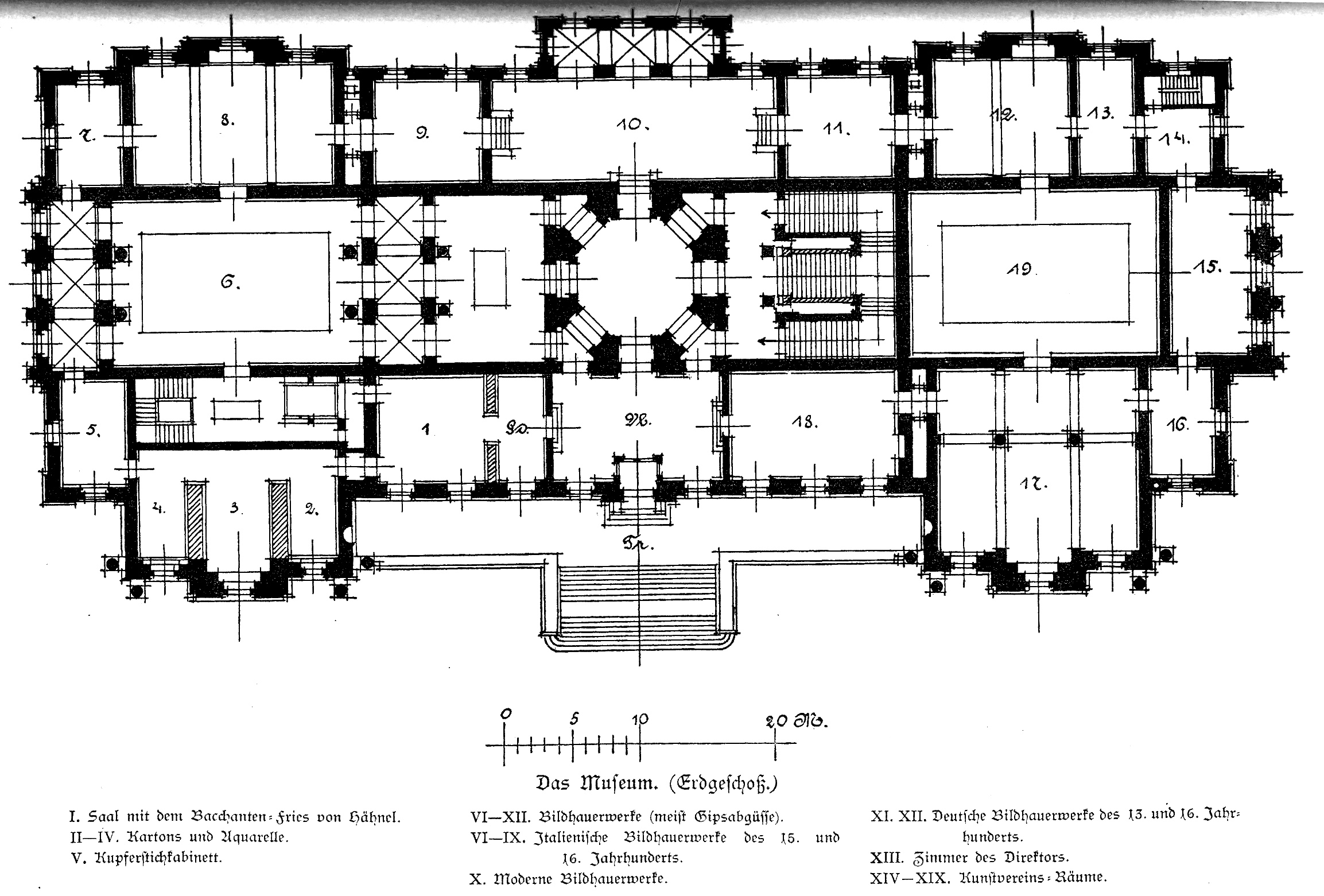
Plan des Erdgeschosses
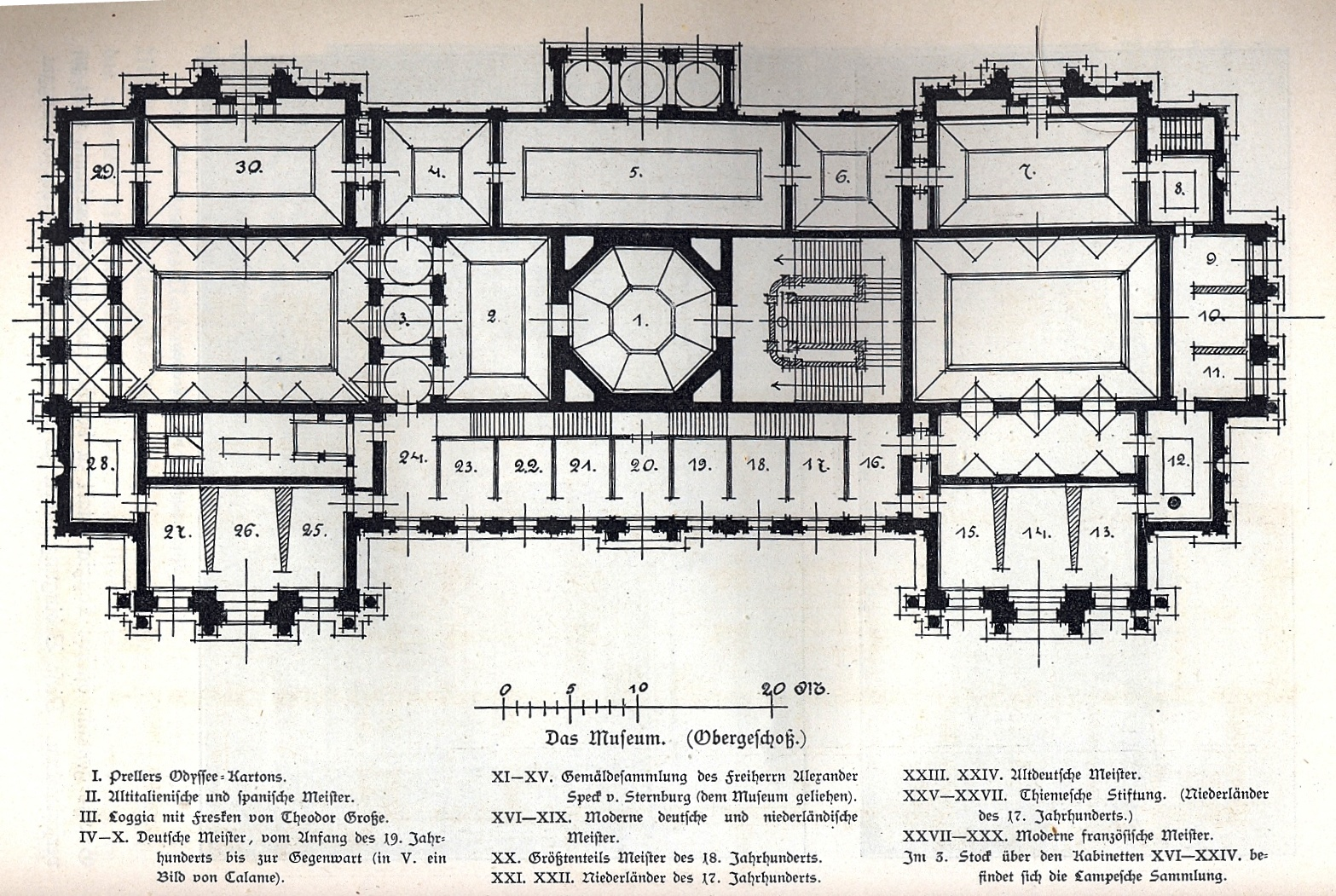
Plan des Obergeschosses
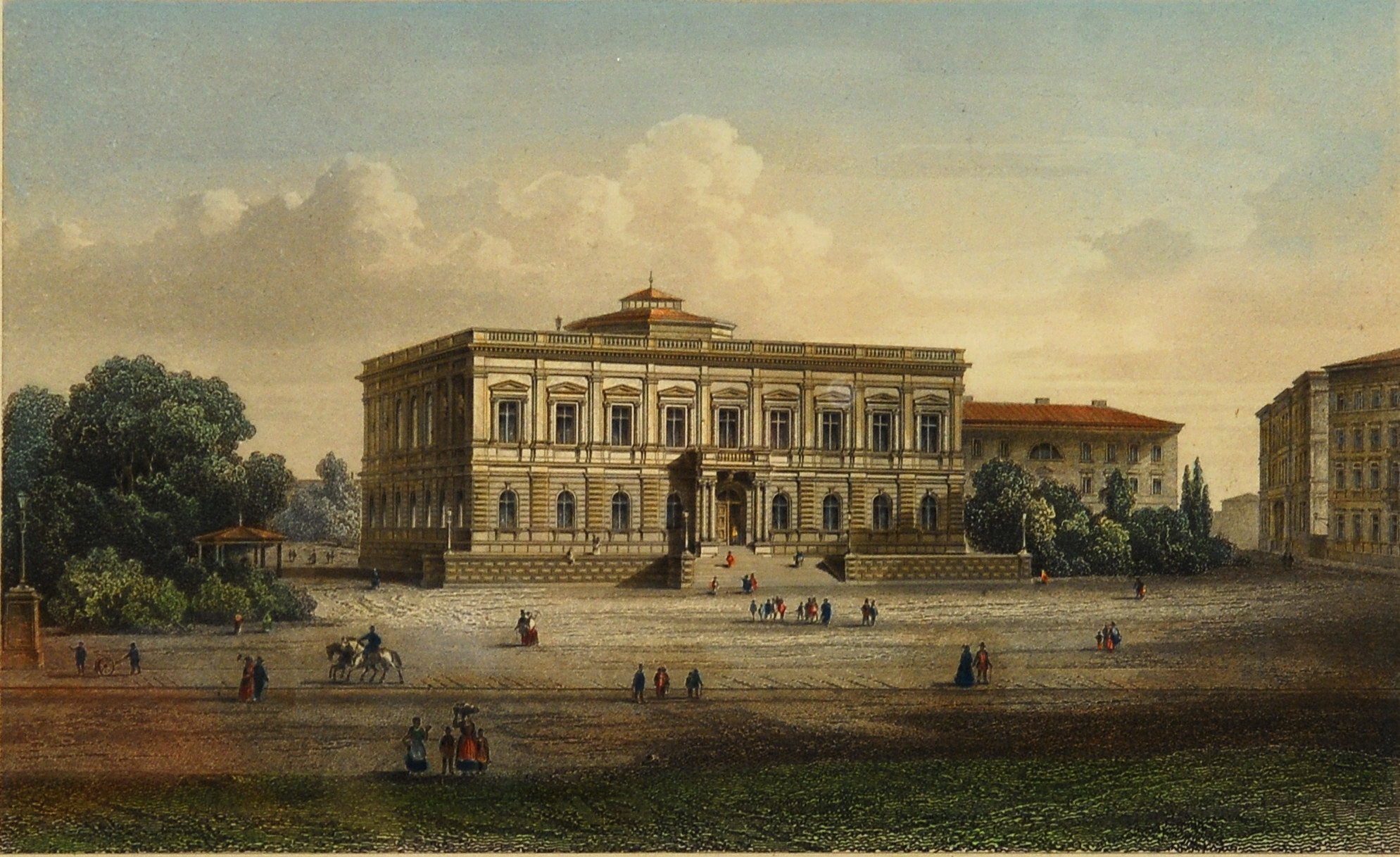
Ursprüngliche Fassade vor der Erweiterung, um 1860

### Reichsbank, Reichsgerichtsgebäude und Handelshof als Provisorien

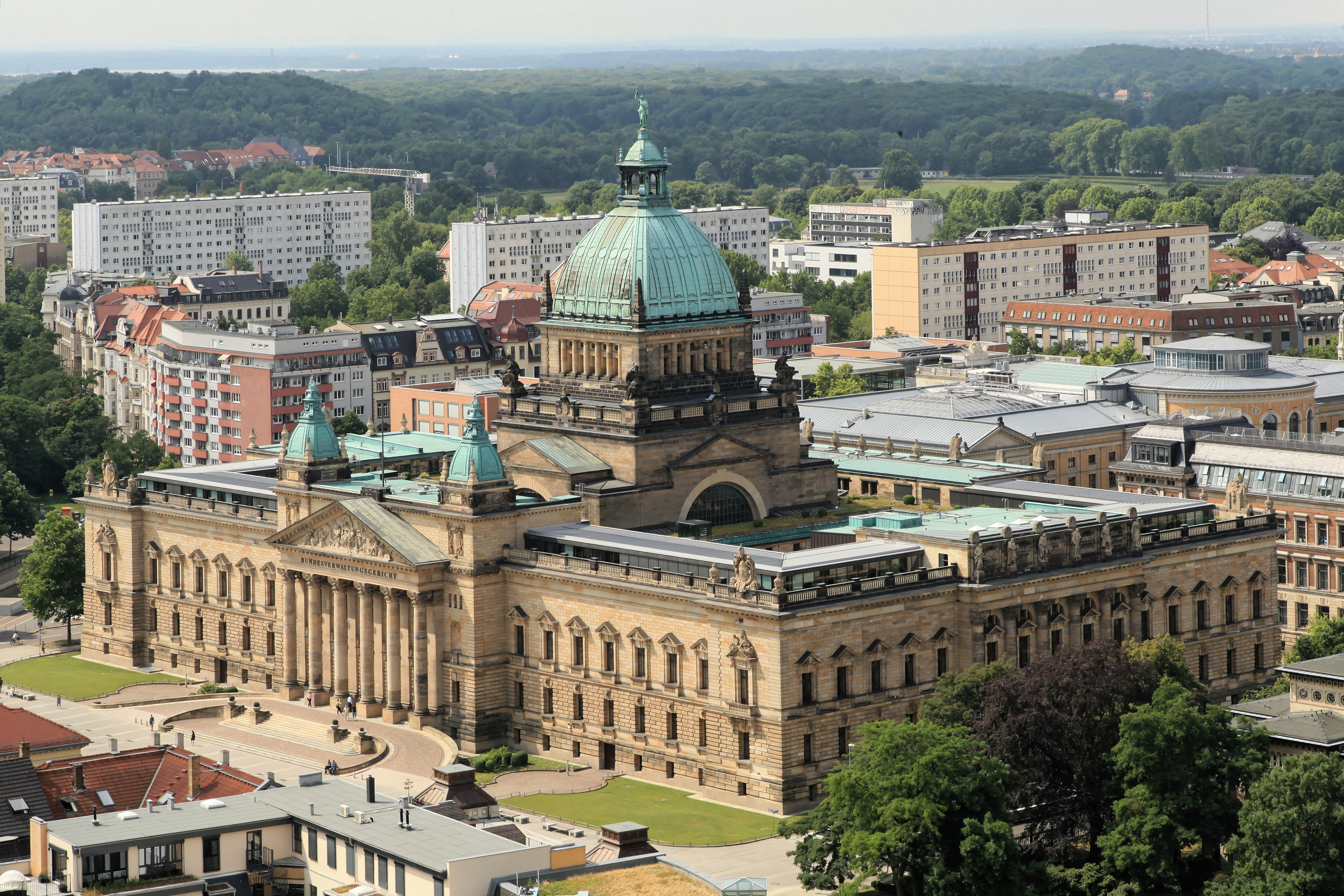
Das Reichsgerichtsgebäude beherbergte das Bildermuseum von 1952 bis 1997 (2015)

Von 1848 bis 1858 war die Erste Leipziger Bürgerschule das erste Interim des MdbK. Nach der Zerstörung des ersten echten Museumsgebäudes am Augustusplatz begann für das Museum eine 61-jährige Geschichte verschiedener Provisorien. Nachdem, wie es aus den Quellen hervorgeht, ein Teil der erhaltenen Sammlungen 1945 in Räume der ehemaligen Reichsbank in der Petersstraße gezogen war, wechselte die damalige Direktion aufgrund der Eigentumsrechte auf das Reichsbankgebäude durch die entstehende Sächsische Landesbank (Emissionsbank / Girobank Sachsen) und dadurch entstehenden Probleme wegen nicht zustande gekommenen Mietverträgen 1947–1951 sowie nach Absprachen mit der Verwaltungsdirektion des ehemaligen Reichsgerichts 1952 in das Gebäude des ehemaligen Reichsgerichts.

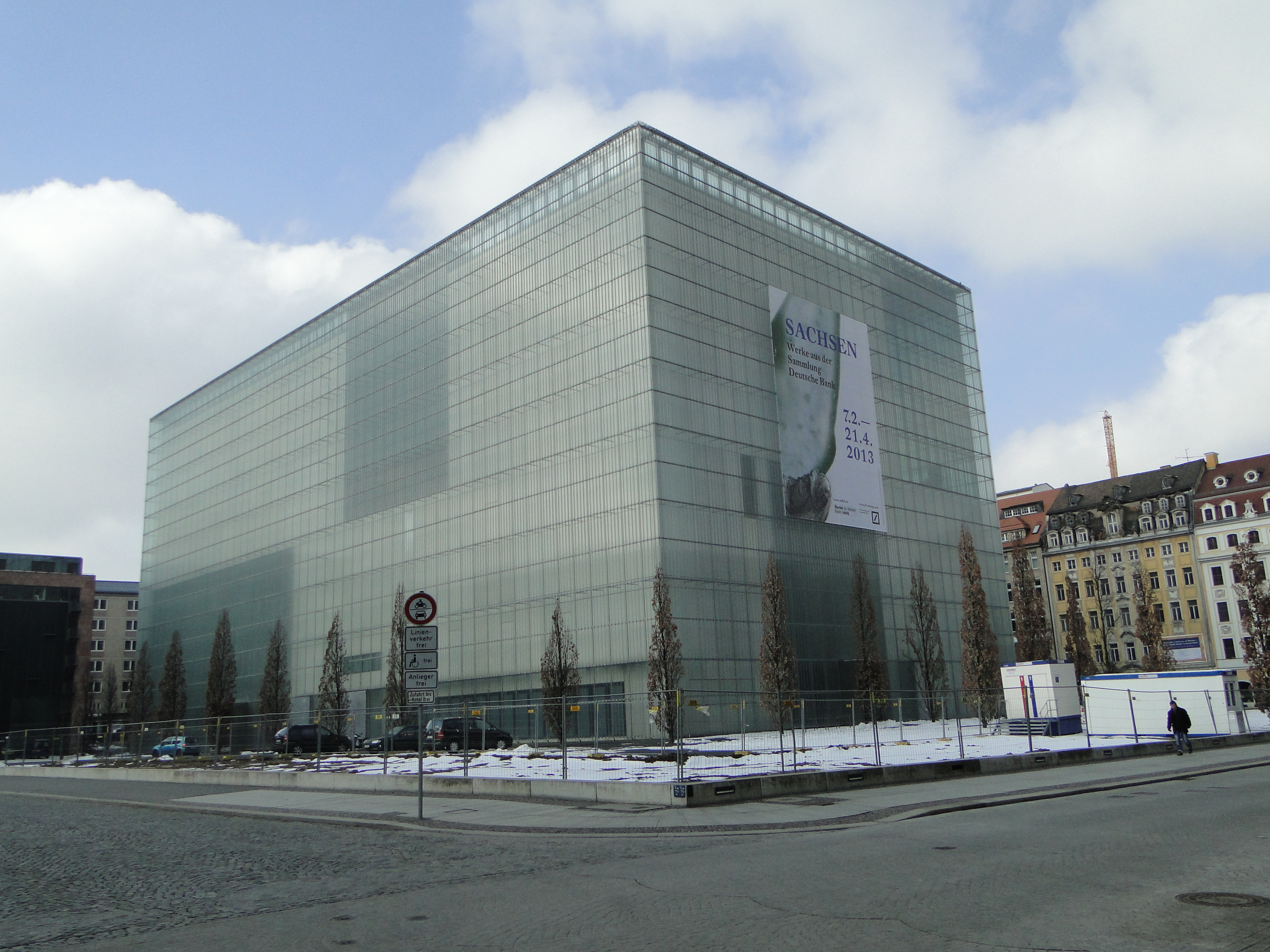
Das heutige Bildermuseum an der Katharinenstraße noch ohne Randbebauung (2013)

Das zweite Interim in der ehemaligen Reichsbank war von Streitigkeiten über den nicht zustande gekommenen Mietvertrag begleitet. Das Anbringen von Klingelschildern und einem Museumsschriftzug an der Fassade sowie das Durchführen von museumstypischen Sicherheitsmaßnahmen war auch ein Streitpunkt zwischen den Streitparteien Rat der Stadt Leipzig, Oberbürgermeister, Museumsdirektion auf der einen Seite und der Sächsischen Landesbank auf der anderen Seite. Nur ca. 400 bis 800 Besucher kamen monatlich in das Provisorium. Zwischen 1945 und 1951/52 bezog das MdbK Räume im 1. OG, 2. OG und im Dachgeschoss, das aber erst ausgebaut werden musste, um für museale und verwaltungstechnische Zwecke nutzbar zu sein. Das Kellergeschoss und Teile des Erdgeschosses wurden weiterhin von der Sächsischen Emissionsbank / Girobank genutzt. Der Tresor der Bank befand sich ebenfalls im Keller. Noch im Juli 1949 begutachtete Direktor Johannes Jahn zusammen mit dem Chefkonservator des MdbK und einem Mitarbeiter des Stadthochbauamtes das Dachgeschoss des ehemaligen Reichsbankgebäudes, um doch noch eine etwaige Erweiterung zu erzielen. Das Dach stellte sich als teilweise undicht heraus. Auch besaß die Massivdecke zur Mitte ein Gefälle, so dass es im Dachgeschoss stets zu feucht war. Die Dachentwässerung geschah mittels einer im DG eingebauten Dachrinne aus Holz, die aus dem Dachraum durch ein offenes Dachfenster geführt wurde. Im Zuge dessen beschäftigten sich MdbK-Direktion und das Hochbauamt mit Umbauplänen und die Finanzierung des Dachumbaus. Dabei ging es auch um die Verwirklichung der einstigen Dachverglasung. Die Kostenvoranschläge fielen damals teurer als erwartet heraus, weil der Zustand er oberen beiden Etagen, insbesondere des Dachgeschosses, mehr als mangelhaft waren. Die inzwischen aus der Sächsischen Landesbank hervorgegangene Sächsische Landeskreditbank setzte unterdessen eine Frist zum 25. Juli 1949, dass die ehemalige Bankdirektorenwohnung sowie die gesamte erste Etage vom MdbK zu räumen sei und bot die oberen beiden Etagen zur Nutzung durch das MdbK an.
In der Zeit zwischen 1945 und 1951 drohte die Verwaltung auseinanderzufallen, weil zwischenzeitlich auch die Bibliothek wegen der Querelen mit der Sächsischen Landesbank, die mehr und mehr Räume im ehemaligen Reichsbankgebäude für sich beanspruchte und so den Museums- und Verwaltungsbetrieb erschwerte, im Juli 1949 gezwungen war, für kurze Zeit in das Haus der Volkssolidarität im Brenninkmeyerhaus zu ziehen. Diese Alternative stellte sich aber als zu teuer heraus, sodass weiterhin nach Alternativen gesucht wurde. In dieser Zeit wurden auch weitere Standorte, u. a. ein Bankgebäude am Tröndlinring, das Merkurhaus und die Tauschzentrale in der Hainstraße, gesucht und öffentlich diskutiert. Dabei ging es auch um das Auseinanderreißen der Sammlungen in verschiedene Häuser. Dagegen stellte sich die damalige Direktion und forcierte, ohne Wissen des Rates der Stadt Leipzig über den Vorgang, die Nutzung des ehemaligen Reichsgerichtsgebäudes und stellte Stadtverwaltung und OB vor vollendete Tatsachen. Die Entscheidung der Direktion wurde politisch und gesellschaftlich begrüßt. Denn auch Leipzigs damaliger Oberbürgermeister Erich Zeigner schaltete sich in den Streit ein und versuchte, wie auch aus einschlägigen Quellen hervorgeht, mit einem Brief vom 11. Juli 1947 die Sächsische Landesregierung zum Einlenken zu bewegen und drohte in einem Schreiben vom 15. August 1947 mit einem Zwangsmietvertrag zugunsten des MdbK, falls die Kündigungsvorbehalte der Landesbank im noch nicht zustande gekommenen Mietvertrag nicht zugunsten des MdbK ausfallen würden. Eine Einigung wurde nie erzielt.
Nach der Entscheidung zur Verlegung des Bundesverwaltungsgerichtes nach Leipzig im Mai 1992 musste das Museum im August 1997 abermals in ein Interim im Handelshof umziehen. In den Provisorien konnte die umfangreiche Sammlung nur eingeschränkt gezeigt werden.

### Neubau

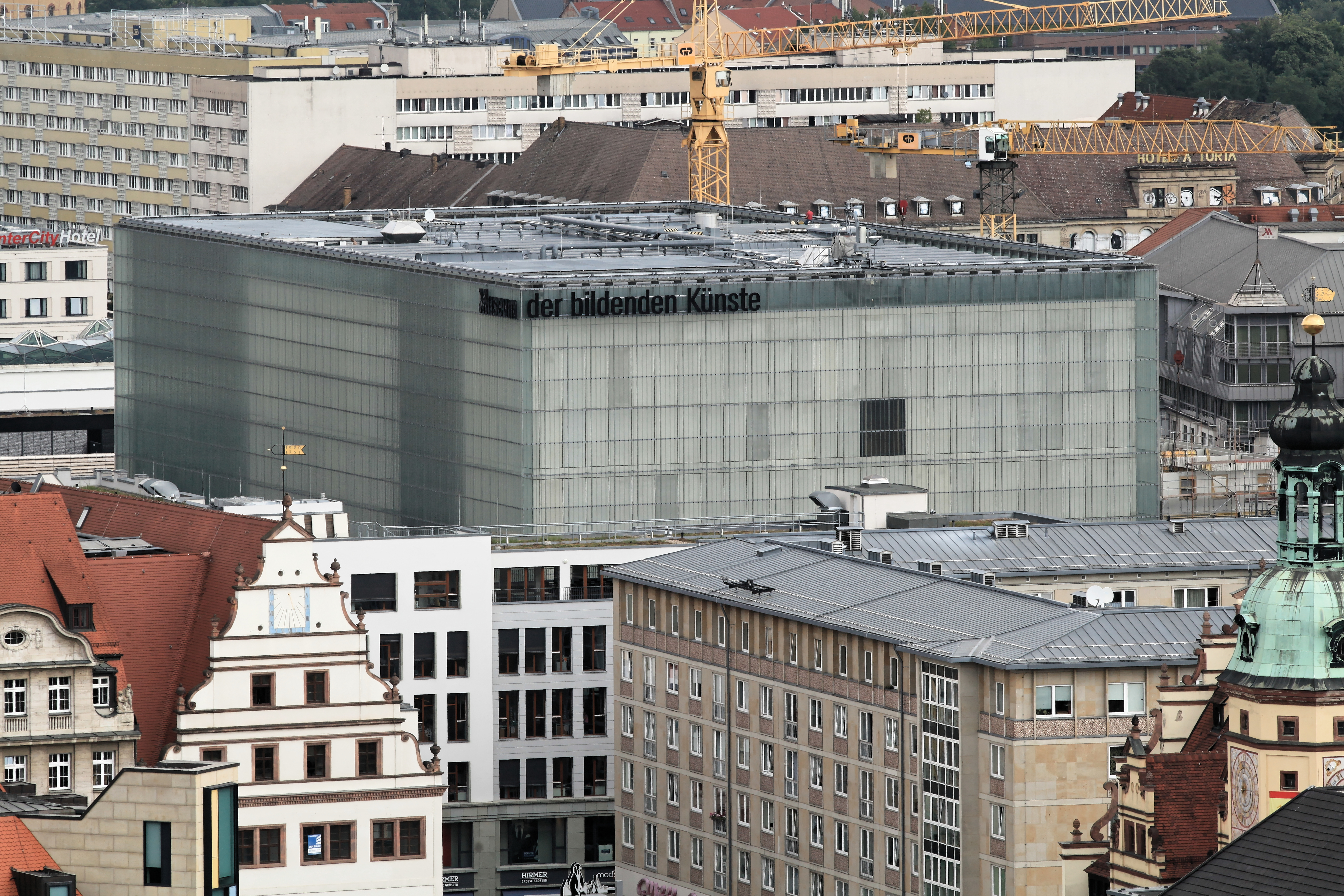
Das MdbK im Leipziger Museumsquartier (2015)

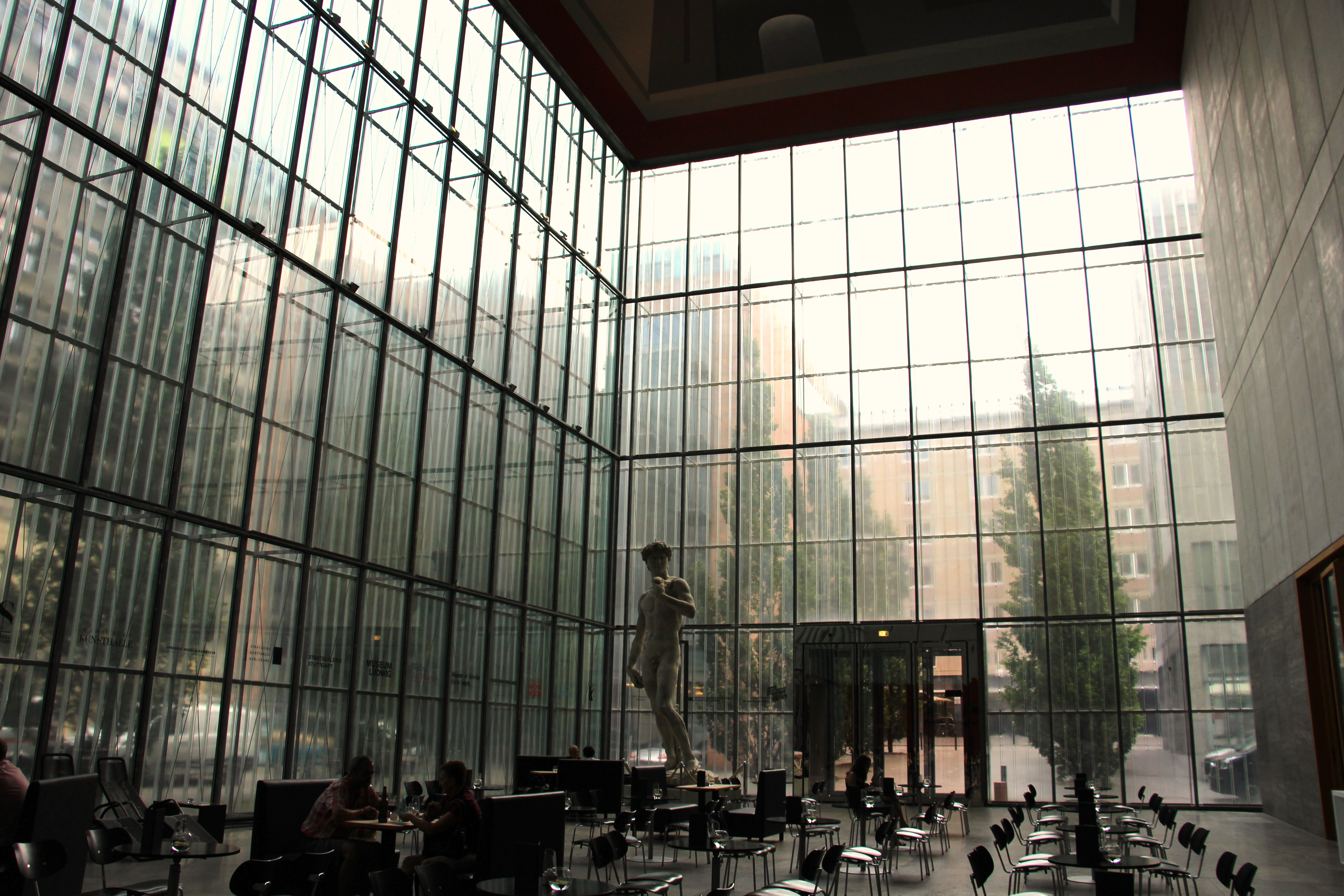
In der Eingangshalle des MdbK (2015)

Mitte der 1990er Jahre entschied die Stadt, dem Museum wieder eine eigene Heimstätte zu geben. Am 4. Dezember 2004, genau 61 Jahre nach der Zerstörung des Städtischen Museums am Augustusplatz, wurde der neue Museumsbau auf dem ehemaligen Sachsenplatz eröffnet. Der quaderförmige Neubau des Museums kostete 74,5 Millionen Euro. Im Ergebnis eines europaweiten Realisierungswettbewerbs mit 532 Einreichungen wurde der Entwurf der Architekten Karl Hufnagel, Peter Pütz und Michael Rafaelian ausgewählt. Der Quader, der zunächst als Solitär auf dem Platz stand, wird seit 2017 durch winkelförmige Bauten an allen vier Ecken eingerahmt, und steht jetzt im Inneren eines Hofes mit vier Durchlässen, wobei er die genannten Bauten an Höhe überragt. Im Straßenblock zwischen Katharinenstraße, Brühl, Reichsstraße und Böttchergäßchen ist damit im Laufe von 15 Jahren ein neues Quartier, das Museumsquartier Leipzig, entstanden.

### Direktoren
- 1886–1912: Theodor Schreiber
- 1912–1924: Julius Vogel
- 1929–1945: Werner Teupser
- 1946–1968: Johannes Jahn
- 1968–1981: Gerhard Winkler
- 1981–Mai 1992: Dieter Gleisberg
- April 1993–1999: Herwig Guratzsch
- Mai 2000–April 2017: Hans-Werner Schmidt
- August 2017–März 2020: Alfred Weidinger
- April–Dezember 2020: Jeannette Stoschek (kommissarisch)
- seit 2021: Stefan Weppelmann

## Sammlung

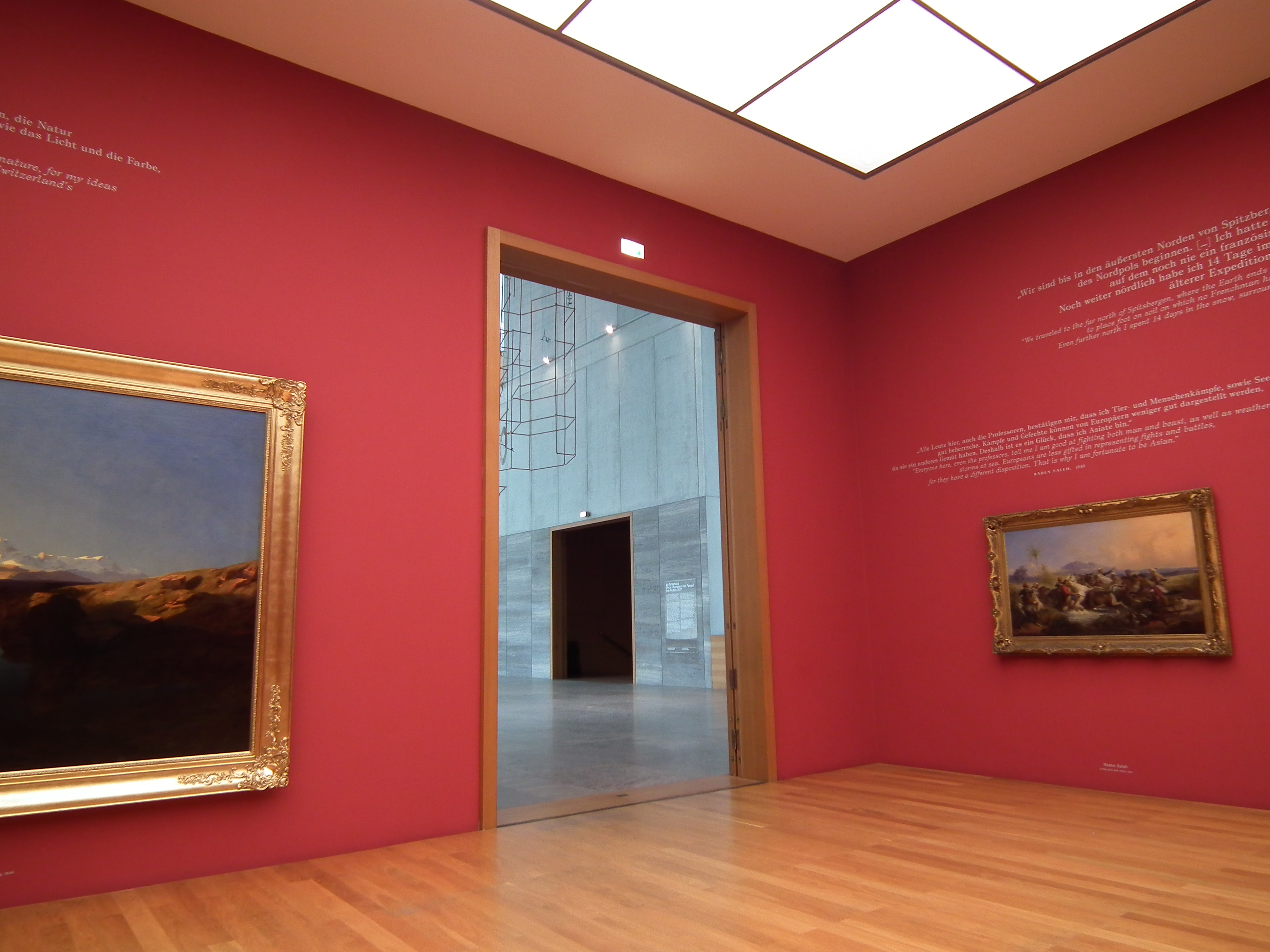
In der Gemäldesammlung (2019)

Die heutige Sammlung, die nun auf etwa 7.000 Quadratmetern Ausstellungsfläche wieder umfassend gezeigt werden kann, beinhaltet ungefähr 3.500 Gemälde, 1.000 Skulpturen und 60.000 grafische Blätter. Sie umfasst Werke aus dem Spätmittelalter bis in die Gegenwart mit den Schwerpunkten altdeutsche und Niederländische Malerei des 15. bis 17. Jahrhunderts, Italienische Malerei vom 15. bis zum 18. Jahrhundert, Französische Malerei des 19. Jahrhunderts sowie Deutsche Malerei vom 18. bis zum 20. Jahrhundert.
Bedeutendste Teile der Sammlung sind Werke niederländischer und deutscher Alter Meister wie Frans Hals und Lucas Cranach dem Älteren, Romantikern wie Caspar David Friedrich und Vertretern der Düsseldorfer Malerschule wie Andreas Achenbach. Zur Skulpturensammlung zählt die Beethovenplastik von Max Klinger.

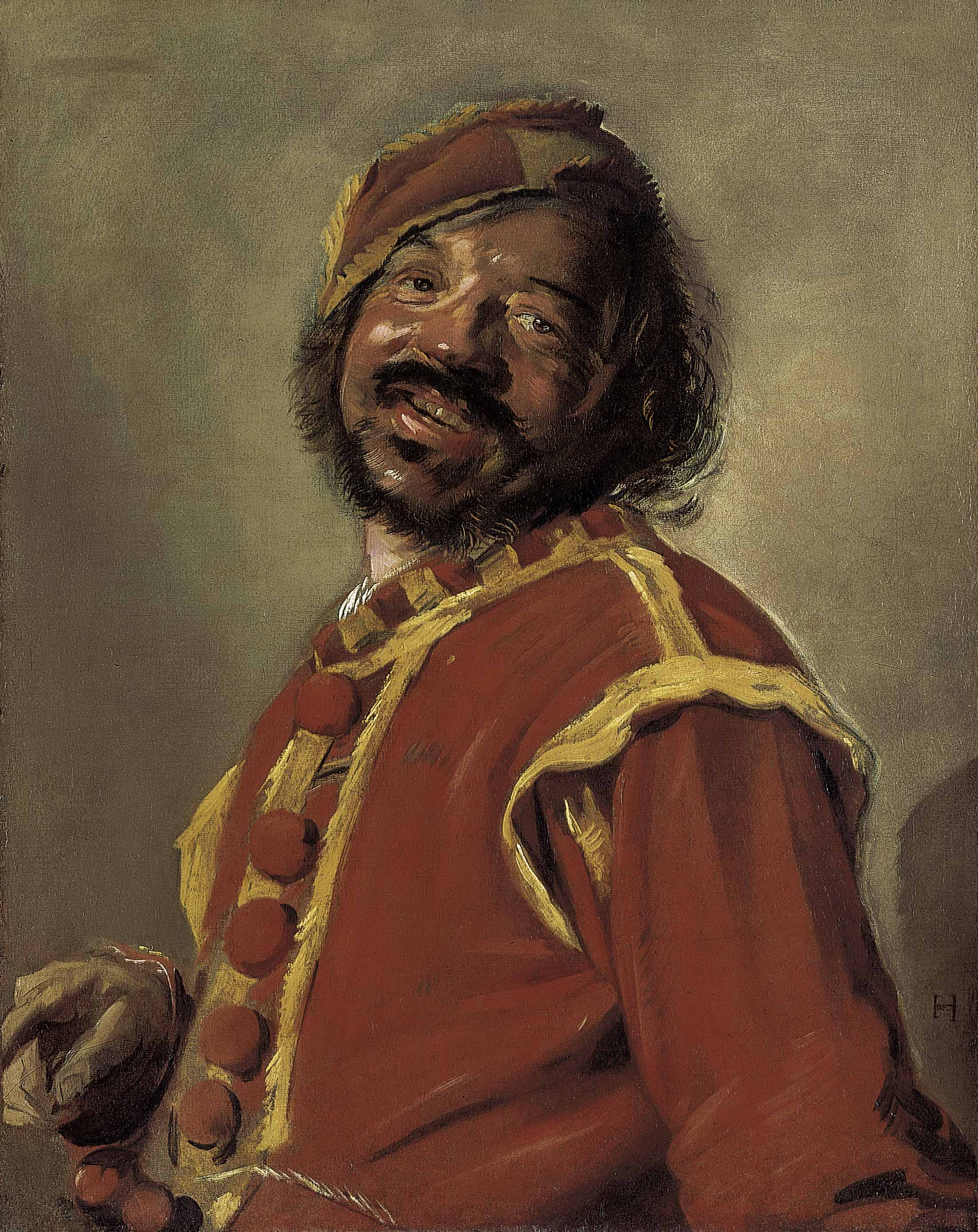
Frans Hals, Peeckelhaering (Der lustige Zecher), 1627
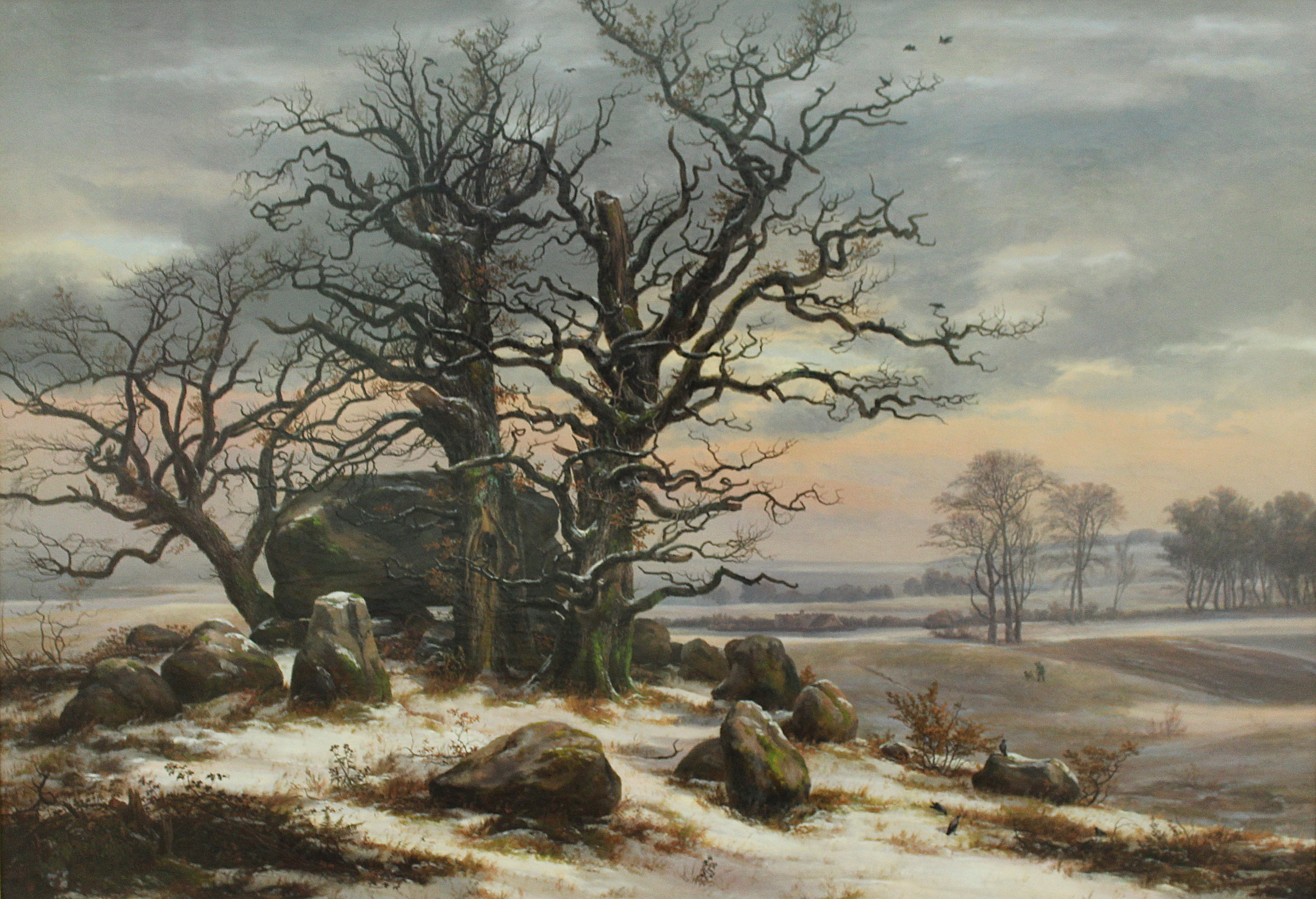
Johan Christian Clausen Dahl, Hünengrab nahe Vordingborg, 1824–1825
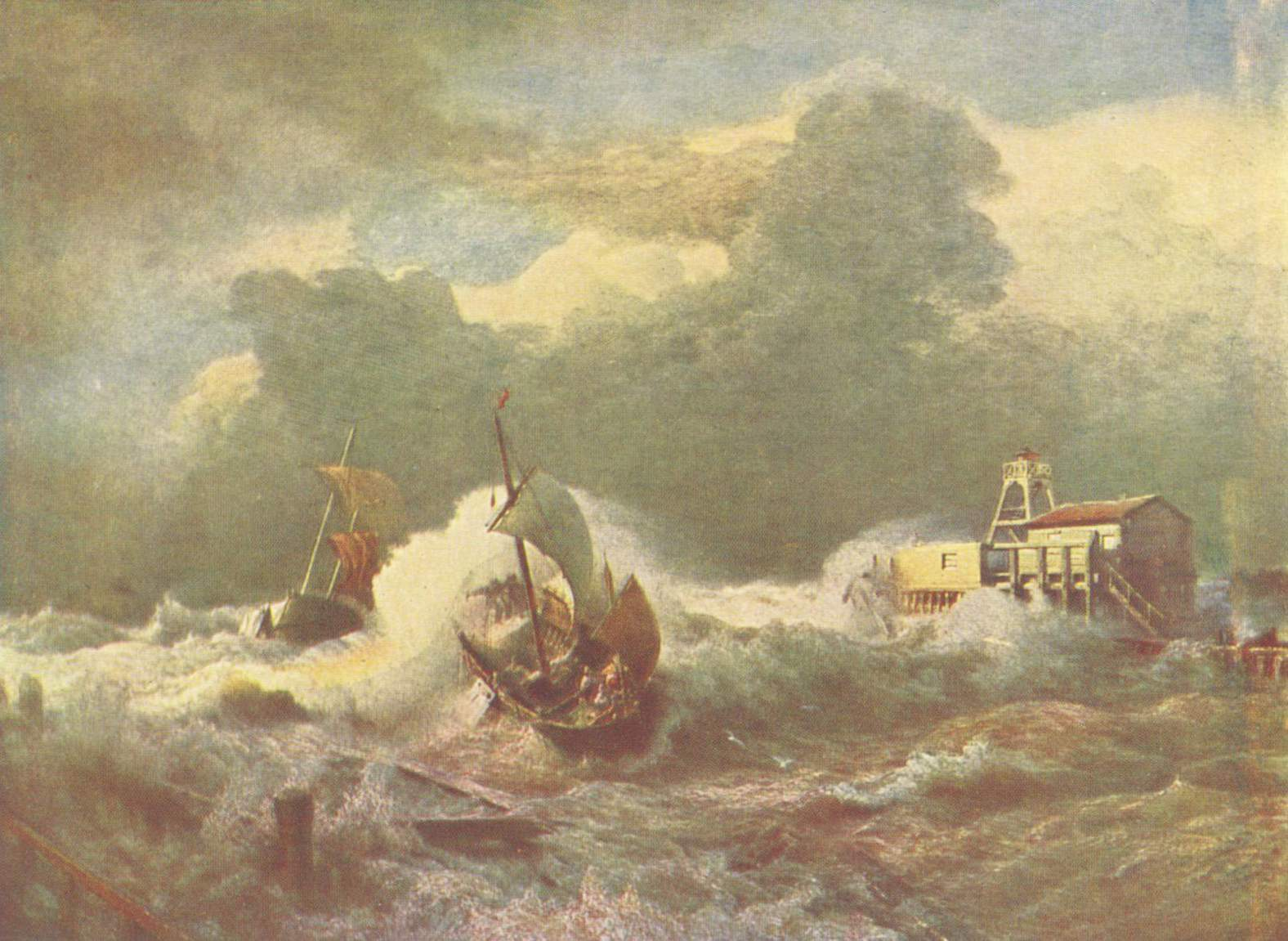
Andreas Achenbach, Leuchtturm bei Ostende, 1887

Im Bereich der Zeitgenössischen Malerei kann das Museum der bildenden Künste Leipzig vor allem auf Werke der Leipziger Schule mit Malern wie Bernhard Heisig, Werner Tübke und Wolfgang Mattheuer oder auf größere Bestände der jüngeren Malergeneration wie Neo Rauch und Daniel Richter verweisen.
Das Museum wird für den Ausbau seiner Bestände auch in Zukunft auf Schenkungen und Dauerleihgaben angewiesen sein. Die im 19. Jahrhundert begonnene Tradition großzügiger Stiftungen, die selbst erst zur Museumsgründung führte, setzt sich auch im 21. Jahrhundert fort. Anlässlich des Museumsneubaus im Jahr 2004 stiftete das Kunstsammlerpaar Hans-Peter Bühler und Marion Bühler-Brockhaus 41 Werke französischer Künstler, unter anderem von Jean-Baptiste Corot, Charles-François Daubigny, Jean-François Millet, Eugène Delacroix, Edgar Degas und Claude Monet, die die Kunstentwicklung des 19. Jahrhunderts von der Schule von Barbizon bis hin zum Impressionismus zeigen. In den 2000er Jahren erhielt das Museum von der BMW Group, die sich seit dem Leipziger Werksneubau kulturell in der Stadt engagiert, die Fotosammlung AutoWerke übereignet. Als Zeichen der Schenkungstradition ist den größten Mäzenen im Foyer ein Stiftermosaik gewidmet, das vom Künstler Stephan Huber geschaffen wurde.

## Sonderausstellungen

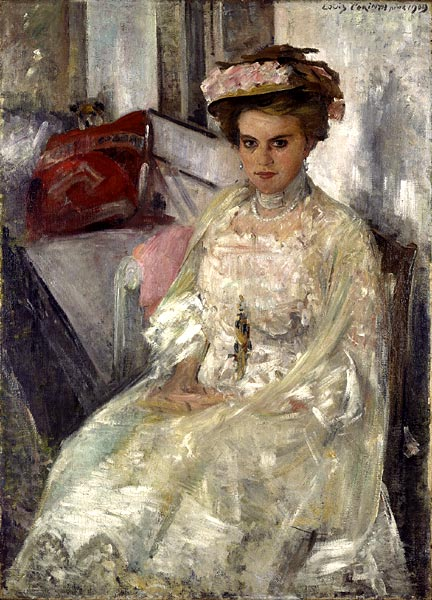
Lovis Corinth, Frau Douglas, 1909

Im Museum werden regelmäßig Sonderausstellungen gezeigt. Diese Liste stellt eine Auswahl ab 2010 dar.
- 2010: Neo Rauch – Begleiter. Katalog
- 2013: Evely Richter – Das Fotobuch. Katalog
- 2014/2015: Bernini – Erfinder des barocken Rom. Katalog[6]
- 2016: Gehaltene Zeit. Ursula Arnold, Arno Fischer, Evelyn Richter. Katalog[7]
- 2017: Max Klinger, Markus Lüpertz – Zeitgenössische Kunst. Katalog
- 2017: Nolde und die Brücke. Katalog
- 2017: Susanna Hanna – remembering brühl
- 2017: DDR auf Wände – Junge Perspektiven auf die Leipziger Malerei nach 1949.
- 2017: Michael Tiegel – Logos und Bild.
- 2017: Die Künstler in der Fremde – Werke aus der Graphischen Sammlung.
- 2017: Famed – More Than a Feeling.
- 2017/2018: Ren Hang[8]
- 2017/2018: Petra Mattheis. Riding the Red Tide[9]
- 2017/2018: Ayse Erkmen Mona Hatoum. Displacemens/Entortungen. Katalog
- 2017/2018: LVZ-Kunstpreis 2017. Benedikt Leonhardt – LUX. Katalog
- 2018: Virtual Normality. Netzkünstlerinnen 2.0. Katalog.
- 2018: Anna-Eva Bergman – Licht. Katalog.
- 2018: Montevideo – Annette & Erasmus Schröter. Katalog.
- 2018: Bastian Muhr – Kante
- 2018: Arno Rink. Ich male!. Katalog
- 2018: Tilo Baumgärtel & Sebastain Hartmann – Nelly
- 2018: Karin Wieckhorst – Begegnungen
- 2018: Gil Schlesinger
- 2018: Titus Schade – Plateau
- 2018: Julius Hofmann – Cinematic Cybernetics.
- 2018: Christian Schellenberger – Central Station
- 2018: MdbK meets G 2 – Malerei aus Leipzig nach 2000
- 2018: August Sander
- 2018: Amy Blakemore & Edgar Leciejewski – Encounter
- 2018/2019: Klaus Hähner-Springmühl – Kandidat
- 2018/2019: Gerd Rohling – Der Sprung. Katalog.
- 2018/2019: Marion Ermer Preis 2018 Fine Bieler, Ronny Bulik, Kirill Gluschneko, Jana Schulz. Katalog.
- 2018/2019: Sammlung im Blick: Zeichnungen aus sieben Jahrhunderten
- 2018/2019: Angelika Tübke
- 2018/2019: Sammlung im Blick: Bernhard Heisig
- 2018/2019: ERNESTO NETO
- 2019: VOIX. MalerinnenNetzWerk Berlin–Leipzig. Katalog
- 2019: YOKO ONO – PEACE is POWER. Katalog
- 2019: Erich W. Hartzsch – Grünauge
- 2019: Christop Ruckhäberle – Crippled Symmetry
- 2019: Leonardo war nie in Leipzig
- 2019: Point of No Return – Wende und Umbruch in der ostdeutschen Kunst. Katalog
- 2019: Ursula Reuter Christiansen – Der rote Fluss
- 2019: Tim Eitel – Offene Wände
- 2019: 1. Leipziger Herbstsalon 1984 – Ein Großer Coup
- 2019/2020: Pakui Hardware. Underbelly. Katalog
- 2019/2020: Udo Lindenberg – Zwischentöne / Nuances. Katalog[10][11]
- 2019/2020: Impressionismus in Leipzig 1900–1914: Teil 3: Lovis Corinth. Katalog
- 2019/2020: Karl Hermann Trinkaus. Bauhaus – Der neue Mensch. Katalog
- 2019/2020: Michael Riedel. ˈzɛlpstbəˈʃʁaɪ̯bʊŋ. online Katalog
- 2019/2020: Paule Hammer – Kaputtnik
- 2019/2020: Der optimierte Mensch – Momente der Industriekultur in der bildenden Kunst. Katalog
- 2019/2020: Sammlung im Blick: Leipziger Kunst 1900–1945
- 2019/2020: LVZ-Kunstpreis 2019. Henrike Naumann. 2000. Katalog
- 2019/2020: Link in Bio – Kunst nach den sozialen Medien. Katalog
- 2020: OPAL Künstlergruppe – beispiel konkret. Katalog
- 2020: KLINGER 2020. Katalog.
- 2020: Norbert Wagenbrett – Vor den Masken. Katalog
- 2020: Zero Waste. Katalog
- 2021: Sammlung im Blick: Leipziger Schule
- 2021: Sammlung im Blick: Zeitgenössische Kunst aus Leipzig
- 2021: 1950-1980 – Fotografie aus Leipzig
- 2021: Andreas Gursky
- 2021: Martin Kippenberger – METRO-Net. Katalog
- 2021/2022: Ibrahim Mahama
- 2021/2022: Chiharu Shiota – Internal Line
- 2021/2022: Caspar David Friedrich und die Düsseldorfer Romantiker
- 2021/2022: Meisterwerke aus der Sammlung Maximilian Speck von Sternburg
- 2022: Harry Hachmeister – Von Disko zu Disko
- 2022: Ricarda Roggan – Der dunkle Wunsch der Dinge
- 2022: Bilderkosmos Leipzig 1905–2022[12]
- 2022: LVZ-Kunstpreis 2022. Anna Haifisch – Chez Schnabel. Katalog
- 2022: Tino Sehgal
- 2022: Unterschätzt – Künstlerinnen in Leipzig um 1900
- 2022: Glamour Studio – Zeitgenössische Fotografie aus der BMW-Schenkung
- 2022: Dokumentarfotografie Förderpreis 13
- 2022: Der Alptraumvorhersager – greater form im MdbK
- 2022/2023: Unter freiem Himmel – Rosa Bonheur und die Sammlung Bühler-Brockhaus in neuem Licht
- 2022/2023: Ludwig Rauch – Porträt und Abstraktion
- 2022/2023: Olga Costa – Dialoge mit der mexikanischen Moderne. Katalog
- 2023: Im Fokus: Malte Masemann – Suitable for Framing
- 2023: Re-Connect – Kunst und Kampf im Bruderland. Katalog
- 2023: Kerstin Flake – Wellen unhörbarer Melodien
- 2023: Hito Steyerl – The City of Broken Windows
- 2023/2024: Evelyn Richter – Ein Fotografinnenleben. Katalog
- 2023/2024: Sandra Mujinga – Fleeting Home
- 2024: Impuls Rembrandt. Lehrer, Stratege, Bestseller

## Museumspädagogische Angebote / Kunstvermittlung
Das museumspädagogische Angebot beinhaltet neben Veranstaltungen für verschiedene Schulformen auch Führungen und Kurse auf Englisch (Test your English), für Senioren und für Pädagogen.

## Filme
- Museum der bildenden Künste, Leipzig (= Museums-Check. Folge 37). Reportage, 30 Min., Moderation: Markus Brock, Produktion: 3sat. Erstausstrahlung: 20. März 2016.[14]